# Вулиця Олеся Гончара (Полтава)
Ву́лиця Олеся Гончара — вулиця у Київському районі міста Полтави. Пролягає від вулиці Половка до Сінної вулиці.